# Барневелд (община)
Барневелд (нидерл. Barneveld) — община в провинции Гелдерланд (Нидерланды). Административный центр — Барневелд. По данным на 2024 год население общины составляло 62 592 человек.

## Состав
В общину Барневелд входят следующие населённые пункты, население на 2021 год:
- Барневелд 35 835 (2023 год)
- Вортхёйзен[англ.] 11 340
- Котвейкербрук[англ.] 5 740
- Стру[англ.] 2170
- Гардерен[англ.] 2150
- Терсхюр[англ.] 1505
- Звартебрук[англ.] 1440
- Де-Глинд[англ.] 620
- Котвейк[англ.] 275